# La storia di William
La storia di William (The Story of William) è un racconto dello scrittore inglese P. G. Wodehouse, pubblicato per la prima volta in volume nel 1927 nella raccolta di racconti Meet Mr Mulliner (in italiano: Mister Mulliner).

## Trama
Mr. Mulliner, frequentatore del club Anglers' Rest (Il riposo dei Pescatori), conversa con un avventore proveniente dagli Stati Uniti; costui sostiene che in California i terremoti sono sconosciuti e che «quello del 1906 non fu un terremoto, fu un incendio». Mr. Mulliner racconta allora la vicenda di suo zio William affinché ciascuno possa giudicare se quello del 1906 a San Francisco sia stato un terremoto o un incendio.
William Mulliner si era recato per affari in Estremo Oriente. Sulla nave che lo portava da Hong Kong a San Francisco conobbe Myrtle Banks, una giovane donna inglese di cui si innamorò; quando le fece la proposta di matrimonio, Myrtle gli rispose che la stessa proposta gliel'aveva fatta anche il signor Franklyn, un tale abituato a raccontare avventure mirabolanti da lui vissute («Noi donne ammiriamo gli uomini di azione. Una ragazza non può a meno di rispettare un uomo che una volta uccise tre pescicani con un coltello tascabile da Boy Scout. E in un'altra occasione ha abbattuto due leoni con un solo colpo di fucile»).
Sebbene avesse «promesso alla sua povera madre che non avrebbe bevuto alcool fino ad una età che non riusciva mai a ricordare se fosse ventun anni o quarantuno. Ne aveva allora ventinove, ma nel dubbio era sempre rimasto astemio», per dimenticare la delusione amorosa William si reca in un bar e beve dell'acquavite pura; poi, pieno di rimorsi per aver violato la promessa fatta alla madre, teme di essersi intossicato e va a dormire. Al mattino del 18 aprile 1906, nell'albergo in cui risiede, William avverte le scosse di un terremoto e ne vede gli effetti catastrofici; ma crede siano allucinazioni alcooliche e resta a letto. Poco dopo viene visto da Myrtle Banks la quale resta ammirata per imperturbabilità dimostrata da William davanti alla catastrofe, al contrario di Franklyn scappato immediatamente all'inizio del sisma. William e Myrtle si sposeranno e battezzeranno il loro figlio primogenito col nome proprio di "John San Francisco Earthquake" (John Terremoto di San Francisco).

## Edizioni
Il racconto è stato pubblicato per la prima volta negli Stati Uniti sulla rivista Liberty del 9 aprile 1927 col titolo "It Was Only a Fire" e successivamente sul mensile britannico The Strand Magazine di maggio 1927; fu poi inserito nella raccolta Mister Mulliner.
- P. G. Wodehouse, The Story of William. In: Meet Mr Mulliner, London: Herbert Jenkins, 1927[6]
- P. G. Wodehouse, The Story of William. In: Meet Mr Mulliner, New York: Doubleday, 1927
- P. G. Wodehouse, La storia di William. In: Mister Mulliner: romanzo umoristico inglese; traduzione di Alberto Tedeschi, Milano: Monanni, 1931, Coll. Nuovissima collezione letteraria n. 51
- P. G. Wodehouse, La storia di William. In:  Mister Mulliner: romanzo umoristico inglese; traduzione di Alberto Tedeschi, Milano: Bietti, 1933